# سالي هاردينغ
سالي هاردينغ (بالإنجليزية: Sally Harding)‏ هي مجدفة أسترالية، ولدت في 7 أكتوبر 1952.

## وصلات خارجية
- سالي هاردينغ على موقع الاتحاد الدولي للتجديف (الإنجليزية)
- سالي هاردينغ على موقع اللجنة الأولمبية الدولية (الإنجليزية)
- سالي هاردينغ على موقع أوليمبيديا (الإنجليزية)
- سالي هاردينغ على موقع اللجنة الأولمبية الأسترالية (الإنجليزية)